# River of Deceit
River of Deceit è una canzone del supergruppo americano Mad Season, pubblicata nel 1995 come primo singolo dall'unico album di studio della band, Above (1995). La canzone raggiunse il numero due della classifica Billboard Mainstream Rock Tracks ed è la canzone più conosciuta della band.

## Testo
At least, so the prophet says»
Il testo della canzone si ispira al libro di Khalil Gibran, The Prophet, che Staley lesse durante la scrittura dell'album.
Il batterista Barrett Martin disse "Layne Staley sentiva come se fosse in una missione spirituale attraverso la sua musica. Non una missione riguardante il rock, ma riguardante lo spirito."[2] Staley ha scritto la canzone basandosi parzialmente sulla sua dipendenza dalle droghe che lo avrebbe portato alla morte nel 2002.

## Classifiche
| Classifica (1995)           | Posizione |
| --------------------------- | --------- |
| US Mainstream Rock Tracks   | 2         |
| US Modern Rock Tracks       | 9         |
| Canadian Singles Chart      | 68        |
| Canadian Alternative Top 30 | 8         |